# Grissini
Grissini (ital.; ental grissino) eller brødpinde er tynde aflange stykker af sprødt, tørt brød som stammer fra Torino og omegn i Italien. De blev nok opfundet i 1300-tallet. Ifølge den lokale tradition blev de  opfundet af en bager i Lanzo Torinese i Norditalien i 1679.
Grissini tilbydes ofte på restauranter som forret. I nogle tilfælde og i nogle områder er de meget større og tykkere end den tynde blyantformede type, som er den mest almindelige. De kan kombineres med fx prosciutto som en hors d'œuvre. På mange restauranter bliver grissini serveret med hvidløgssovs og parmesanost, når den er forret; som dessert kan de smages til med kanel og eller glasur.
Grissini konsumeres i store dele af verden, men særligt i Sydeuropa (Spanien, Italien og Grækenland). De spises også i Nord-, Sydamerika og dele af Asien.